# Église Saint-Étienne d'Étréchy
Pour les articles homonymes, voir Église Saint-Étienne et Saint-Étienne (homonymie).
L'église Saint-Étienne est une église paroissiale de culte catholique, dédiée au protomartyr Étienne, située dans la commune française d'Étréchy et le département de l'Essonne.

## Situation
L'église est située dans le centre-ville de la commune d'Étréchy sur la place de la Ramée, à proximité de l'actuel hôtel de ville sur la rive gauche de la rivière la Juine.

## Histoire
L'édifice, bâti au XIIIe ou XIVe siècle, est classé au titre des monuments historiques en 1908.

## Pour approfondir

## Sources
1. ↑  Fiche de l'église Saint-Etienne d'Etréchy sur le site du diocèse d'Evry-Corbeil-Essonnes. Consulté le 04/05/2011.
2. ↑  « Église Saint-Étienne », notice no PA00087909, sur la plateforme ouverte du patrimoine, base Mérimée, ministère français de la Culture